# Gákti

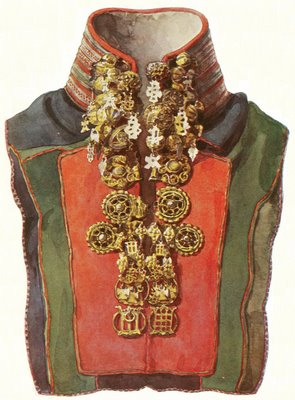
Gákti tradicional de dona Sámi d'Escandinàvia. Aquest gákti porta un coll alt brodat amb fil de peltre o plata i sivelles tradicionals en plata.

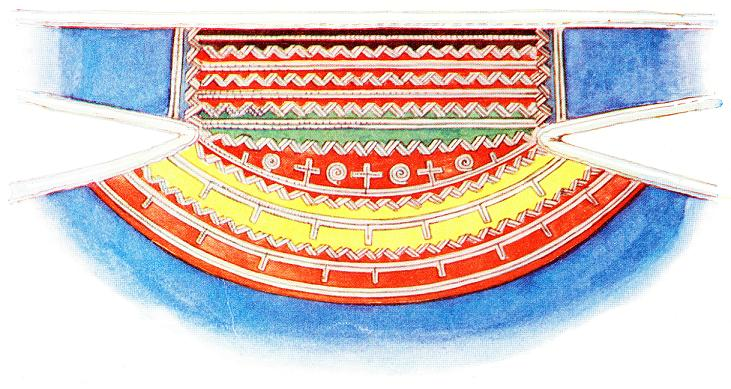
Patró d'un collaret pertanyent a un gákti d'home d'Åsele, Västerbotten, Suècia.

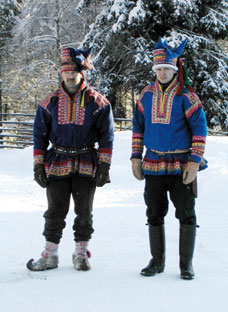
Dos finlandesos vestits amb falsos gákti als afores de Rovaniemi, Finlàndia. Encara que a primer cop d'ull semblen autèntics, els patrons no són tradicionals de cap zona Sami.

El Gákti és una peça de roba tradicional utilitzada pels sami i originària del nord de Noruega, Suècia, Finlàndia i la Península de Kola a Rússia. El gákti es porta tant en contextos cerimonials com de treball, particularment quan es fan tasques de pastoreig de rens. El vestit sami tradicional es caracteritza per un color dominant guarnit amb bandes de colors contrastants, brodats de peluix, peltre, i sovint un coll alt. La paraula procedeix del sami septentrional, mentre que en noruec la peça es diu "kofte", i en suec "kolt".

## Característiques
Els colors, els patrons i les joies de la peça de roba defineixen si la persona és soltera o casada, o poden indicar fins i tot d'on prové aquesta. Existeixen gáktis diferents per a homes i dones; El dels homes tenen una falda més curta que el de les dones. Tradicionalment el gákti es fabrica amb pell de ren, però actualment és més comú utilitzar llana, cotó o seda. El vestit es pot complementar amb un cinturó (prisat o amb botons de plata), joies de plata, calçat tradicional de cuir i una bufanda de seda.